# Vilar de Rei
Vilar de Rei é uma povoação portuguesa do Município de Mogadouro que foi sede da extinta Freguesia de Vilar de Rei, freguesia que tinha 14,39 km² de área e 72 habitantes (2011), e, por isso, uma densidade populacional de 5,0 hab/km².
A Freguesia de Vilar de Rei foi extinta (agregada) pela reorganização administrativa de 2012/2013, tendo o seu território sido agregado ao das Freguesias de Mogadouro, de Valverde e de Vale de Porco para criar a Freguesia de Mogadouro, Valverde, Vale de Porco e Vilar de Rei.

## População
| Totais e grupos etários | Totais e grupos etários | Totais e grupos etários | Totais e grupos etários | Totais e grupos etários | Totais e grupos etários | Totais e grupos etários | Totais e grupos etários | Totais e grupos etários | Totais e grupos etários | Totais e grupos etários | Totais e grupos etários | Totais e grupos etários | Totais e grupos etários | Totais e grupos etários | Totais e grupos etários |
| ----------------------- | ----------------------- | ----------------------- | ----------------------- | ----------------------- | ----------------------- | ----------------------- | ----------------------- | ----------------------- | ----------------------- | ----------------------- | ----------------------- | ----------------------- | ----------------------- | ----------------------- | ----------------------- |
|                         | 1864                    | 1878                    | 1890                    | 1900                    | 1911                    | 1920                    | 1930                    | 1940                    | 1950                    | 1960                    | 1970                    | 1981                    | 1991                    | 2001                    | 2011                    |
|                         | 234                     | 287                     | 318                     | 332                     | 258                     | 261                     | 344                     | 365                     | 377                     | 308                     | 185                     | 163                     | 129                     | 99                      | 72                      |
| i)                      |                         |                         |                         |                         |                         |                         |                         |                         |                         |                         |                         |                         |                         | 10                      | 3                       |
| ii)                     |                         |                         |                         |                         |                         |                         |                         |                         |                         |                         |                         |                         |                         | 5                       | 5                       |
| iii)                    |                         |                         |                         |                         |                         |                         |                         |                         |                         |                         |                         |                         |                         | 42                      | 35                      |
| iv)                     |                         |                         |                         |                         |                         |                         |                         |                         |                         |                         |                         |                         |                         | 42                      | 29                      |

```
i)
 0 aos 14 anos;
 ii)
 15 aos 24 anos; 
iii)
 25 aos 64 anos; 
iv)
 65 e mais anos
```

## Património
- Apeadeiro de Vilar do Rei (ruínas)